# Bear Island, Nunavut (Cumberland Peninsula)
Bear Island är en ö i Kanada.   Den ligger i Davis sund utanför halvön Cumberland Peninsula i territoriet Nunavut, i den östra delen av landet, 2 500 km norr om huvudstaden Ottawa. Arean är 8,0 kvadratkilometer.
Terrängen på Bear Island är lite kuperad. Öns högsta punkt är 424 meter över havet. Den sträcker sig 3,9 kilometer i nord-sydlig riktning, och 3,4 kilometer i öst-västlig riktning.